# 女性家族部 (大韓民国)
女性家族部（じょせいかぞくぶ、英語：Ministry of Gender Equality and Family）は、大韓民国の国家行政機関。女性家族部の長を女性家族長官と称し、国務委員が任命される。

## 歴史
- 1998年2月28日 - 大統領直属女性特別委員会が設置される（定員は41名）。
- 1999年7月23日 - 男女差別禁止及び救済に関する法律制定に伴い、定員を49名に増員。
- 2001年1月29日 - 大統領直属女性特別委員会を女性部に拡大し、定員も102名に増員。
- 2002年3月2日 - 女性人材開発及び女性情報化事業を強化。
- 2005年6月23日 - 女性家族部に改編。
- 2008年2月29日 - 一部所管事務を保健福祉家族部に移管し、女性部に改編。
- 2010年3月19日 - 保健福祉家族部から家族・青少年業務の所管事務を移管され、女性家族部に改編[1]。

## 業務・不正
「女性政策の企画・総括、女性の権益増進などの地位向上、家族と多文化家族政策の樹立・調整・支援、健康家庭事業のための児童業務及び青少年の育成・福祉・保護に関する事務を遂行する」としている。元フェミニストのオ・セラビによると韓国国内では最も不要で解体すべき部として批判を受けている。オは、慰安婦活動が巨大な産業になっており、正義連やその出身者と共生関係にある家族部は解決を望んでいないと指摘している。共に民主党の系譜であるヨルリンウリ党女性委員会で活動し、韓国女性団体連合と一緒に仕事をしていた時に韓国の女性運動が民族統一運動に偏りすぎていると気づいたと述べている。国際通貨基金危機終わりかけに、経済的に大変な女性弱者のために仕事をしようとしたが、韓国女性団体に「それは国がすべきことであって女性団体がすべきことではない」という偽善的な意見が占めていることで利益追求ばかりの韓国のフェミニズムから去ったと述べている。挺対協を中心とした慰安婦関連団体が組織を牛耳るなど不正が行われてきた。受給者が支給審査を行うなどありえないことか行われてきた。政府から多額の予算を与えてられてながら、どのように使われたのかに対しては全く監視していない、中央日報は「女性家族部はここの公金を持っていって使いなさい部」「正義連をして、女性家族部長官をして、国会議員をする彼らだけの世の中」などのような世間の皮肉を聞くことになるのだと数々の不正を告発してきた余明淑は「女性家族部の存在理由はそれこそ人権蹂躙と血税の無駄遣いのために存在するのではないかと思います。」と指摘している。
後継団体である正義連は、挺対協と統合したのにもかかわらず、女性家族部はどっちにも補助金を支給している。

## 組織

### 幹部
- 長官
  - 代弁人
    - 広報担当官

  - 長官政策補佐官（2名）
- 次官
  - 企画調整室長
    - 政策企画官
    - 企画財政担当官
    - 創造行政担当官
    - 法務監査担当官
    - 国際協力担当官
    - 情報統計担当官

### 下部組織
| - 運営支援課 - 企画調整室 - 女性政策局 - 女性政策課 - 性別影響評価課 - 女性人力開発課 - 経歴断絶女性支援課 | - 青少年家族政策室 - 青少年政策官 - 家族政策官 - 青少年政策課 - 青少年活動振興課 - 青少年自立支援課 - 青少年保護課 - 青少年媒体環境課 - 家族政策課 - 家族支援課 - 多文化家族政策課 - 多文化家族支援課 - 学校外青少年支援課（2017年2月28日までの一時組織） | - 権益増進局 - 権益政策課 - 権益支援課 - 児童青少年性保護課 - 福祉支援課 - 暴力予防教育課 - 女性人権振興院 |

## 歴代長官
| 代                   | 氏名     | 氏名         | 在任期間       | 在任期間       | 出身団体・備考                                             | 政権       |
| 代                   | 漢字表記 | ハングル表記 | 着任           | 退任           |                                                            | 政権       |
| -------------------- | -------- | ------------ | -------------- | -------------- | ---------------------------------------------------------- | ---------- |
| 女性特別委員会委員長 |          |              |                |                |                                                            |            |
| 初                   | 尹厚浄   | 윤후정       | 1998年3月8日   | 1999年3月9日   | 梨花女子大学校                                             | 金大中政権 |
| 2                    | 姜基遠   | 강기원       | 1999年3月19日  | 2000年5月7日   |                                                            | 金大中政権 |
| 3                    | 白京男   | 백경남       | 2000年5月8日   | 2001年1月28日  |                                                            | 金大中政権 |
| 女性部長官           |          |              |                |                |                                                            |            |
| 初                   | 韓明淑   | 한명숙       | 2001年1月29日  | 2003年2月26日  | 梨花女子大学校、参与連帯共同代表                           | 金大中政権 |
| 2                    | 池銀姫   | 지은희       | 2003年2月27日  | 2005年1月4日   | 梨花女子大学校、挺対協（韓国挺身隊問題対策協議会）共同代表 | 盧武鉉政権 |
| 3                    | 張夏真   | 장하진       | 2005年1月5日   | 2005年6月22日  | 梨花女子大学校、女性政治勢力市民連帯代表                   | 盧武鉉政権 |
| 女性家庭部長官       |          |              |                |                |                                                            |            |
| 初                   | 張夏真   | 장하진       | 2005年6月23日  | 2008年2月29日  | 同上                                                       | 盧武鉉政権 |
| 女性部長官           |          |              |                |                |                                                            |            |
| 初                   | 辺道潤   | 변도윤       | 2008年3月13日  | 2009年9月29日  | 韓国キリスト教女子青年会（YWCA）理事                       | 李明博政権 |
| 2                    | 白喜英   | 백희영       | 2009年9月30日  | 2010年3月18日  | 韓国女性科学技術団体総連合会                               | 李明博政権 |
| 女性家族部長官       |          |              |                |                |                                                            |            |
| 初                   | 白喜英   | 백희영       | 2010年3月19日  | 2011年9月15日  | 同上                                                       | 李明博政権 |
| 2                    | 金錦来   | 김금래       | 2011年9月16日  | 2013年3月11日  | 梨花女子大学校、韓国女性団体協議会事務総長                 | 李明博政権 |
| 3                    | 趙允旋   | 조윤선       | 2013年3月11日  | 2014年6月13日  | ソウル大学校                                               | 朴槿恵政権 |
| 職務代行             | 李馥実   | 이복실       | 2014年6月14日  | 2014年7月15日  | 公務員・文教部事務官                                       | 朴槿恵政権 |
| 4                    | 金姫廷   | 김희정       | 2014年7月16日  | 2016年1月12日  | 延世大学校、親李明博系                                     | 朴槿恵政権 |
| 5                    | 姜恩姫   | 강은희       | 2016年1月13日  | 2017年7月6日   | 第5代韓国IT女性企業人協会会長                              | 朴槿恵政権 |
| 6                    | 鄭鉉栢   | 정현백       | 2017年7月7日   | 2018年9月21日  | 参与連帯共同代表                                           | 文在寅政権 |
| 7                    | 陳善美   | 진선미       | 2018年9月21日  | 2019年9月9日   | 成均館大学校、民主社会のための弁護士会                     | 文在寅政権 |
| 8                    | 李貞玉   | 이정옥       | 2019年9月9日   | 2020年12月28日 | 挺対協（韓国挺身隊問題対策協議会）                         | 文在寅政権 |
| 9                    | 鄭英愛   | 정영애       | 2020年12月29日 | 2022年5月17日  | 韓国女性財団                                               | 文在寅政権 |
| 10                   | 金賢淑   | 김현숙       | 2022年5月17日  | 2024年2月20日  | ソウル大学校、韓国租税研究院研究委員、崇実大学経済学科教授 | 尹錫悦政権 |
| 職務代行             | 申英淑   | 신영숙       | 2024年2月20日  | 現職           |                                                            | 尹錫悦政権 |